# Haselbach (Lorze)
Der Haselbach ist ein rund 12 Kilometer langer rechter Zufluss der Lorze im Schweizer Kanton Zürich. Er entwässert ein 19,42 Quadratkilometer grosses Gebiet im Knonaueramt (Säuliamt) im Südwesten des Kantons.

## Geographie

### Verlauf
Der Haselbach entspringt auf 561 m ü. M. bei Hauptikon in der Flur Brügimatt auf dem Gemeindegebiet von Kappel am Albis. Er fliesst anfangs in südliche Richtung bis nach der Einmündung des Arbachs in Uerzlikon, wo er einen nordwestlichen Kurs einschlägt. In diesem Abschnitt, von der Quelle bis nach Rossau, ist der Bach meist eingedolt. In Rossau nimmt er den Loobach auf, welcher nur etwa 100 Meter von der Quelle des Haselbachs entfernt entspringt. Bei Mettmenstetten ändert der Bach kurz seinen Lauf in Richtung Südosten, setzt aber seinen Kurs in nordwestliche Richtung bei Knonau nach der Einmündung des grössten Zuflusses, dem Wattbach, bis Maschwanden kurz fort. Er durchfliesst das Dorf in westliche Richtung in mehreren kleinen Bögen und mündet schliesslich auf 387 m ü. M. von rechts in die Lorze, die nur wenig später in die Reuss mündet.

### Einzugsgebiet
Das Einzugsgebiet des Haselbachs misst 19,42 km², davon sind 66,3 % Landwirtschaftsfläche, 20,9 % bestockte Fläche, 11,3 % Siedlungsfläche, 1,1 % unproduktive Fläche sowie 0,5 % Gewässerfläche. Der höchste Punkt des Einzugsgebiets liegt mit 674 m ü. M. direkt unterhalb des Hombergs (676 m ü. M.), die durchschnittliche Höhe beträgt 487 m ü. M. und der mittlere Jahresniederschlag liegt bei 1170,072 mm.
Neben den Anrainergemeinden Kappel am Albis, Knonau, Maschwanden und Mettmenstetten haben die Gemeinden Rifferswil im Kanton Zürich sowie Baar, Cham und Steinhausen im Kanton Zug Anteil am Einzugsgebiet.

### Zuflüsse
- Arbach (links), 1,15 km
  - Wisligbach (links), 0,4 km
- Weierrainligraben (links), 0,25 km
- Bäumlergraben (links), 0,2 km
- Loobach (rechts), 2 km
  - Ämetweidgraben (rechts), 0,35 km
  - Weidbächli (auch Bilimoosgraben) (rechts), 0,3 km
- Tobelbach (rechts), 2,45 km
  - Bätpurbach (rechts), 0,6 km
    - Greblenbach (links), 0,25 km

  - Sidlerweidbach (links), 0,15 km
  - Asplibach(rechts), 0,45 km
  - Moosmattenbächli (links), 0,15 km
- Buerengraben (rechts), 0,45 km
- Dorfbach (auch Hinterer Dorfbach) (rechts), 2,3 km
  - Hombergbach (auch Niderweidgraben) (links), 0,8 km
  - Oberdorfbach (rechts), 0,6 km
  - Vorderer Dorfbach (auch Galgenfeldbach) (links), 0,75 km
  - Unterdorfbach (links), 1,5 km
    - Ottenloobach (rechts), 0,35 km
- Wattbach (auch Gruenholzbach und Häglimoosbach) (links), 5,5 km
  - namenloser Bach vom Güllen (rechts), 0,45 km
  - Rotenbach (rechts), 1,6 km
  - Staldenhölzlibach (rechts), 0,2 km
  - Schlifibach (rechts), 0,1 km
  - Langacherbach (links), 1,4 km
  - Gfängbach (links), 2,4 km
    - namenloser Bach bei Marchstein ZG (links), 0,35 km
    - Baareggerbach (rechts), 1,3 km
- Margelbach (rechts), 1,6 km
- Uttenbergbächli (rechts), 0,8 km
- Ägelseegraben (rechts), 1,55 km
  - rechter Seitenarm (rechts), 0,25 km